# Tour de Francia 2007
El 94.º Tour de Francia se disputó entre el 7 y el 29 de julio de 2007 sobre 3569 km, llevando a los corredores desde Londres (Gran Bretaña) hasta el clásico final de los Campos Elíseos en París.
La ronda francesa tuvo 11 etapas llanas, 6 etapas de alta montaña, 1 etapa de media montaña, 2 contrarrelojes individuales además del prólogo y que en total hicieron 117 km de contrarreloj. 3 llegadas en alto (Le Lac, Plateau de Beille y la estación invernal de Gourette), 21 puertos de montaña de 2.º, 1.º y Especial, 2 días de descanso y 12 salidas o llegadas inéditas: Londres, Canterbury, Waregem, Villers-Cotterêts, Joigny, Chablis, Semur en Auxois, Tignes, Tallard, Mazamet, Cognac y Marcoussis.
La carrera estuvo dominada por el danés Michael Rasmussen, quien había ganado dos etapas de montaña y marchaba líder de la clasificación general por un amplio margen. Sin embargo, las sospechas de dopaje provocaron su expulsión tras la decimosexta etapa (ver sección Dopaje), de modo que la victoria final fue para el español Alberto Contador, que conseguía así su primer triunfo en una gran vuelta por etapas.

## Recorrido
El Tour comenzó con una prólogo en la capital británica de Londres sobre 8 km y en los que se recorrieron las grandes rincones de la ciudad. Después hubo seis etapas llanas antes de que empezasen las etapas de montaña en los Alpes.
La primera etapa montañosa se disputó entre Bourg en Bresse y Le Grand Bornand con los puertos de Corlier (5,9 km al 5,5%), Petit Bois (7,1 km al 4.4%), Peguin (4,1 km al 4,1%) y La Colombiere (16 km al 6,7%).
La segunda etapa alpina con 80 km de los cuales 50 fueron montañosos. Llegaron a Tignes y seis puertos son los que tuvieron que ascender: Marais (3,8 km al 4,1%), Bouchet Mont Charvin (1,6 km al 7,1%), Tamié (9,5 km al 4%) Cormet de Roseland (19,9 km al 6%) Hauteville (15,3 km al 4,7%) y Le Lac (17,9 km al 5,5%).
Jornada de descanso y última jornada de Alpes entre Val-d'Isère y Briançon con los pasos de montaña siguientes: Iseran (15 km al 6%), Télégraphe (12 km al 6,7%) y Galibier (17,5 km al 6,9%).
La primera contrarreloj no fue hasta la 13.ª etapa en Albi donde fueron 54 los kilómetros que tuvieron que superar los corredores. La 1.ª etapa fue la segunda llegada en alto en Plateau de Beille (15,9 km al 7,9%) pero antes tuvieron que ascender al Pailhéres (16,8 km al 7,2%). La segunda etapa pirenaica entre Foix y Loudenvielle tuvo cinco ascensiones con el col de Port (11,4 km al 5,3%), Portet d´Aspet (5,7 km al 6,9%), Mente (8,1%) Balés (19,2 km al 6,2%) y el Peyresourde (9,7 km al 7,8%) que se sitúa a 12 km de la línea de meta.
Descanso en Pau para afrontar la última etapa de los Pirineos entre Orthez y la estación invernal de Gourette que es el Aubisque sin sus últimos 4 km Se ascendió a Larrau (14,2 km al 8%) así mismo se disputaron 50 kilómetros en el territorio español hasta la cima del Pierre Saint Martin (14 km al 5,2%). Por último se ascendieron el Marie Blanque (9,3 km al 7,7%) y el Aubisque (16 km al 6,9%).
A falta de un día se disputó la última contrarreloj entre Cognac y Angulema sobre 55 kilómetros y por último la tradicional etapa en los Campos Eliseos de París.

## Equipos participantes
| ProTeams (19)- Caisse d'Épargne - T-Mobile - CSC - Predictor-Lotto - Rabobank - AG2R Prévoyance - Euskaltel-Euskadi - Lampre-Fondital - Gerolsteiner - Crédit agricole - Discovery Channel - Bouygues Telecom - Cofidis-Le Crédit par Téléphone - Liquigas - La Française des jeux - Quick Step-Innergetic - Team Milram - Astana - Saunier Duval-Prodir Equipos continentales profesionales (2)- Agritubel - Barloworld |
| |

## Etapas
| Etapa      | Fecha     | Recorrido                                  | type                    | Distancia (km) | Ganador                         | Líder             |
| ---------- | --------- | ------------------------------------------ | ----------------------- | -------------- | ------------------------------- | ----------------- |
| Prólogo    | 7 de jul  | Londres – Londres                          | prólogo                 | 7,9            | Fabian Cancellara               | Fabian Cancellara |
| 1.ª etapa  | 8 de jul  | Londres – Canterbury                       | etapa llana             | 203            | Robbie McEwen                   | Fabian Cancellara |
| 2.ª etapa  | 9 de jul  | Dunkerque – Gante                          | etapa llana             | 168,5          | Gert Steegmans                  | Fabian Cancellara |
| 3.ª etapa  | 10 de jul | Waregem – Compiègne                        | etapa llana             | 236            | Fabian Cancellara               | Fabian Cancellara |
| 4.ª etapa  | 11 de jul | Villers-Cotterêts – Joigny                 | etapa llana             | 193            | Thor Hushovd                    | Fabian Cancellara |
| 5.ª etapa  | 12 de jul | Chablis – Autun                            | etapa de media montaña  | 182,5          | Filippo Pozzato                 | Fabian Cancellara |
| 6.ª etapa  | 13 de jul | Semur-en-Auxois – Bourg-en-Bresse          | etapa llana             | 199,5          | Tom Boonen                      | Fabian Cancellara |
| 7.ª etapa  | 14 de jul | Bourg-en-Bresse – Le Grand-Bornand         | etapa de montaña        | 197,5          | Linus Gerdemann                 | Linus Gerdemann   |
| 8.ª etapa  | 15 de jul | Le Grand-Bornand – Tignes                  | etapa de montaña        | 165            | Michael Rasmussen               | Michael Rasmussen |
| 9.ª etapa  | 17 de jul | Val-d'Isère – Briançon                     | etapa de montaña        | 159,5          | Mauricio Soler                  | Michael Rasmussen |
| 10.ª etapa | 18 de jul | Tallard – Marsella                         | etapa llana             | 229,5          | Cédric Vasseur                  | Michael Rasmussen |
| 11.ª etapa | 19 de jul | Marsella – Montpellier                     | etapa llana             | 182,5          | Robert Hunter                   | Michael Rasmussen |
| 12.ª etapa | 20 de jul | Montpellier – Castres                      | etapa de media montaña  | 178,5          | Tom Boonen                      | Michael Rasmussen |
| 13.ª etapa | 21 de jul | Albi – Albi                                | contrarreloj individual | 54             | Aleksandr Vinokurov Cadel Evans | Michael Rasmussen |
| 14.ª etapa | 22 de jul | Mazamet – Plateau de Beille                | etapa de montaña        | 197            | Alberto Contador                | Michael Rasmussen |
| 15.ª etapa | 23 de jul | Foix – Loudenvielle                        | etapa de montaña        | 196            | Aleksandr Vinokurov Kim Kirchen | Michael Rasmussen |
| 16.ª etapa | 25 de jul | Orthez – Col d'Aubisque                    | etapa de montaña        | 218,5          | Michael Rasmussen               | Michael Rasmussen |
| 17.ª etapa | 26 de jul | Pau – Castelsarrasin                       | etapa de media montaña  | 188,5          | Daniele Bennati                 | Alberto Contador  |
| 18.ª etapa | 27 de jul | Cahors – Angulema                          | etapa llana             | 211            | Sandy Casar                     | Alberto Contador  |
| 19.ª etapa | 28 de jul | Cognac – Angulema                          | contrarreloj individual | 55,5           | Levi Leipheimer Cadel Evans     | Alberto Contador  |
| 20.ª etapa | 29 de jul | Marcoussis – Avenida de los Campos Elíseos | etapa llana             | 146            | Daniele Bennati                 | Alberto Contador  |

## Clasificaciones finales

### Clasificación general

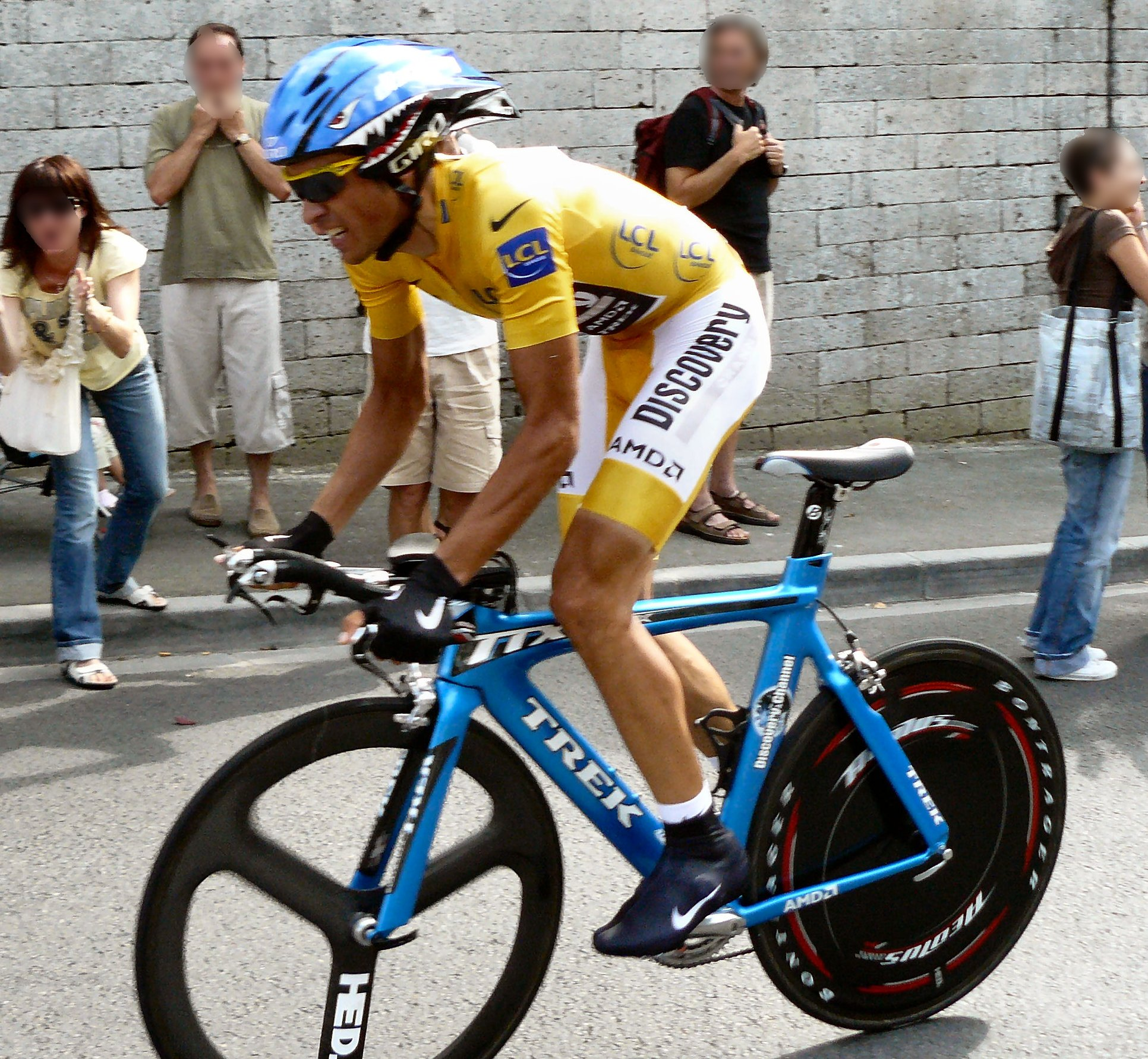
Alberto Contador en la etapa 19.

La clasificación general concluyó de la siguiente forma:
| \| Clasificación general \| Clasificación general \| Clasificación general \| Clasificación general \| Clasificación general \| \| Ciclista \| Ciclista \| Equipo \| Tiempo \| \| \| --------------------- \| --------------------- \| --------------------- \| --------------------- \| --------------------- \| \| 1.º \| Alberto Contador \| Discovery Channel \| 91 h 00 min 26 s \| \| \| 2.º \| Cadel Evans \| Predictor-Lotto \| + 23 s \| \| \| 3.º \| Levi Leipheimer \| Discovery Channel \| DES \| \| \| 4.º \| Carlos Sastre \| CSC \| + 7 min 08 s \| \| \| 5.º \| Haimar Zubeldia \| Euskaltel-Euskadi \| + 8 min 17 s \| \| \| 6.º \| Alejandro Valverde \| Caisse d'Épargne \| + 11 min 37 s \| \| \| 7.º \| Kim Kirchen \| T-Mobile \| + 12 min 18 s \| \| \| 8.º \| Yaroslav Popovych \| Discovery Channel \| + 12 min 25 s \| \| \| 9.º \| Mikel Astarloza \| Euskaltel-Euskadi \| + 14 min 14 s \| \| \| 10.º \| Óscar Pereiro \| Caisse d'Épargne \| + 14 min 25 s \| \| \| 11.º \| Mauricio Soler \| Barloworld \| + 16 min 51 s \| \| \| 12.º \| Michael Boogerd \| Rabobank \| DES \| \| \| 13.º \| David Arroyo \| Caisse d'Épargne \| + 21 min 49 s \| \| \| 14.º \| Vladímir Karpets \| Caisse d'Épargne \| + 24 min 15 s \| \| \| 15.º \| Chris Horner \| Predictor-Lotto \| + 25 min 19 s \| \| \| 16.º \| Iban Mayo \| Saunier Duval-Prodir \| + 27 min 09 s \| \| \| 17.º \| Fränk Schleck \| CSC \| + 31 min 48 s \| \| \| 18.º \| Manolo Beltrán \| Liquigas \| + 34 min 14 s \| \| \| 19.º \| Tadej Valjavec \| Lampre-Fondital \| + 37 min 08 s \| \| \| 20.º \| Juanjo Cobo \| Saunier Duval-Prodir \| + 37 min 14 s \| \| |                    |                      |                  |
| |                    |                      |                  |
| Fuente: ProCyclingStats |                    |                      |                  |
| Clasificación general |                    |                      |                  |
| Ciclista | Ciclista           | Equipo               | Tiempo           |
| 1.º | Alberto Contador   | Discovery Channel    | 91 h 00 min 26 s |
| 2.º | Cadel Evans        | Predictor-Lotto      | + 23 s           |
| 3.º | Levi Leipheimer    | Discovery Channel    | DES              |
| 4.º | Carlos Sastre      | CSC                  | + 7 min 08 s     |
| 5.º | Haimar Zubeldia    | Euskaltel-Euskadi    | + 8 min 17 s     |
| 6.º | Alejandro Valverde | Caisse d'Épargne     | + 11 min 37 s    |
| 7.º | Kim Kirchen        | T-Mobile             | + 12 min 18 s    |
| 8.º | Yaroslav Popovych  | Discovery Channel    | + 12 min 25 s    |
| 9.º | Mikel Astarloza    | Euskaltel-Euskadi    | + 14 min 14 s    |
| 10.º | Óscar Pereiro      | Caisse d'Épargne     | + 14 min 25 s    |
| 11.º | Mauricio Soler     | Barloworld           | + 16 min 51 s    |
| 12.º | Michael Boogerd    | Rabobank             | DES              |
| 13.º | David Arroyo       | Caisse d'Épargne     | + 21 min 49 s    |
| 14.º | Vladímir Karpets   | Caisse d'Épargne     | + 24 min 15 s    |
| 15.º | Chris Horner       | Predictor-Lotto      | + 25 min 19 s    |
| 16.º | Iban Mayo          | Saunier Duval-Prodir | + 27 min 09 s    |
| 17.º | Fränk Schleck      | CSC                  | + 31 min 48 s    |
| 18.º | Manolo Beltrán     | Liquigas             | + 34 min 14 s    |
| 19.º | Tadej Valjavec     | Lampre-Fondital      | + 37 min 08 s    |
| 20.º | Juanjo Cobo        | Saunier Duval-Prodir | + 37 min 14 s    |

### Clasificación de la regularidad
| Clasificación por puntos | Clasificación por puntos | Clasificación por puntos | Clasificación por puntos | Clasificación por puntos |
| Ciclista                 | Ciclista                 | Equipo                   | Puntos                   |                          |
| ------------------------ | ------------------------ | ------------------------ | ------------------------ | ------------------------ |
| 1.º                      | Tom Boonen               | Quick Step-Innergetic    | 256 pts                  |                          |
| 2.º                      | Robert Hunter            | Barloworld               | 234 pts                  |                          |
| 3.º                      | Erik Zabel               | Team Milram              | 232 pts                  |                          |
| 4.º                      | Thor Hushovd             | Crédit Agricole          | 186 pts                  |                          |
| 5.º                      | Sébastien Chavanel       | La Française des jeux    | 181 pts                  |                          |
| 6.º                      | Daniele Bennati          | Lampre-Fondital          | 160 pts                  |                          |
| 7.º                      | Robert Förster           | Gerolsteiner             | 140 pts                  |                          |
| 8.º                      | Fabian Cancellara        | CSC                      | 112 pts                  |                          |
| 9.º                      | Cadel Evans              | Predictor-Lotto          | 109 pts                  |                          |
| 10.º                     | Alberto Contador         | Discovery Channel        | 88 pts                   |                          |

### Clasificación de la montaña
| Clasificación de la montaña | Clasificación de la montaña | Clasificación de la montaña | Clasificación de la montaña | Clasificación de la montaña |
| Ciclista                    | Ciclista                    | Equipo                      | Puntos                      |                             |
| --------------------------- | --------------------------- | --------------------------- | --------------------------- | --------------------------- |
| 1.º                         | Mauricio Soler              | Barloworld                  | 206 pts                     |                             |
| 2.º                         | Alberto Contador            | Discovery Channel           | 128 pts                     |                             |
| 3.º                         | Yaroslav Popovych           | Discovery Channel           | 105 pts                     |                             |
| 4.º                         | Cadel Evans                 | Predictor-Lotto             | 92 pts                      |                             |
| 5.º                         | Laurent Lefèvre             | Bouygues Telecom            | 85 pts                      |                             |
| 6.º                         | Juanma Gárate               | Quick Step-Innergetic       | 77 pts                      |                             |
| 7.º                         | Carlos Sastre               | CSC                         | 74 pts                      |                             |
| 8.º                         | Juanjo Cobo                 | Saunier Duval-Prodir        | 68 pts                      |                             |
| 9.º                         | Levi Leipheimer             | Discovery Channel           | DES                         |                             |
| 10.º                        | Haimar Zubeldia             | Euskaltel-Euskadi           | 64 pts                      |                             |

### Clasificación de los jóvenes
| Clasificación del mejor joven | Clasificación del mejor joven | Clasificación del mejor joven | Clasificación del mejor joven | Clasificación del mejor joven |
| Ciclista                      | Ciclista                      | Equipo                        | Tiempo                        |                               |
| ----------------------------- | ----------------------------- | ----------------------------- | ----------------------------- | ----------------------------- |
| 1.º                           | Alberto Contador              | Discovery Channel             | 91 h 00 min 26 s              |                               |
| 2.º                           | Mauricio Soler                | Barloworld                    | + 16 min 51 s                 |                               |
| 3.º                           | Amets Txurruka                | Euskaltel-Euskadi             | + 49 h 00 min 34 s            |                               |
| 4.º                           | Bernhard Kohl                 | Gerolsteiner                  | + 1 h 13 min 27 s             |                               |
| 5.º                           | Kanstantsín Siutsou           | Barloworld                    | + 1 h 15 min 16 s             |                               |
| 6.º                           | Thomas Dekker                 | Rabobank                      | + 1 h 30 min 34 s             |                               |
| 7.º                           | Linus Gerdemann               | T-Mobile                      | + 1 h 30 min 47 s             |                               |
| 8.º                           | Vladímir Gúsev                | Discovery Channel             | + 1 h 33 min 50 s             |                               |
| 9.º                           | Thomas Lövkvist               | La Française des jeux         | + 2 h 22 min 50 s             |                               |
| 10.º                          | Andri Hrivko                  | Team Milram                   | + 2 h 41 min 41 s             |                               |

### Clasificación por equipos
| Clasificación por equipos | Clasificación por equipos | Clasificación por equipos | Clasificación por equipos |
| Equipo                    | Equipo                    | Tiempo                    |                           |
| ------------------------- | ------------------------- | ------------------------- | ------------------------- |
| 1.º                       | Discovery Channel         | 273 h 12 min 52 s         |                           |
| 2.º                       | Caisse d'Épargne          | + 19 min 36 s             |                           |
| 3.º                       | CSC                       | + 22 min 10 s             |                           |
| 4.º                       | Rabobank                  | + 36 min 24 s             |                           |
| 5.º                       | Euskaltel-Euskadi         | + 38 min 26 s             |                           |
| 6.º                       | Saunier Duval-Prodir      | + 1 h 44 min 33 s         |                           |
| 7.º                       | Predictor-Lotto           | + 1 h 50 min 21 s         |                           |
| 8.º                       | Lampre-Fondital           | + 2 h 19 min 41 s         |                           |
| 9.º                       | Crédit agricole           | + 2 h 25 min 44 s         |                           |
| 10.º                      | AG2R Prévoyance           | + 2 h 26 min 08 s         |                           |

## Evolución de las clasificaciones
| Etapa                   |                         | Ganador _                        | Clasificación general | Puntos            | Montaña           | Jóvenes          | Combatividad         | Equipo            |
| ----------------------- | ----------------------- | -------------------------------- | --------------------- | ----------------- | ----------------- | ---------------- | -------------------- | ----------------- |
| Prólogo                 | prólogo                 | Fabian Cancellara                | Fabian Cancellara     | Fabian Cancellara | no otorgado       | Vladímir Gúsev   | no otorgado          | Astana            |
| 1.ª etapa               | etapa llana             | Robbie McEwen                    | Fabian Cancellara     | Robbie McEwen     | David Millar      | Vladímir Gúsev   | Stéphane Augé        | Astana            |
| 2.ª etapa               | etapa llana             | Gert Steegmans                   | Fabian Cancellara     | Tom Boonen        | David Millar      | Vladímir Gúsev   | Marcel Sieberg       | Astana            |
| 3.ª etapa               | etapa llana             | Fabian Cancellara                | Fabian Cancellara     | Tom Boonen        | Stéphane Augé     | Vladímir Gúsev   | Matthieu Ladagnous   | Astana            |
| 4.ª etapa               | etapa llana             | Thor Hushovd                     | Fabian Cancellara     | Tom Boonen        | Stéphane Augé     | Vladímir Gúsev   | Matthieu Sprick      | Astana            |
| 5.ª etapa               | etapa de media montaña  | Filippo Pozzato                  | Fabian Cancellara     | Erik Zabel        | Sylvain Chavanel  | Vladímir Gúsev   | Sylvain Chavanel     | CSC               |
| 6.ª etapa               | etapa llana             | Tom Boonen                       | Fabian Cancellara     | Tom Boonen        | Sylvain Chavanel  | Vladímir Gúsev   | Bradley Wiggins      | CSC               |
| 7.ª etapa               | etapa de montaña        | Linus Gerdemann                  | Linus Gerdemann       | Tom Boonen        | Sylvain Chavanel  | Linus Gerdemann  | Linus Gerdemann      | T-Mobile          |
| 8.ª etapa               | etapa de montaña        | Michael Rasmussen                | Michael Rasmussen     | Tom Boonen        | Michael Rasmussen | Linus Gerdemann  | Michael Rasmussen    | Rabobank          |
| 9.ª etapa               | etapa de montaña        | Mauricio Soler                   | Michael Rasmussen     | Tom Boonen        | Michael Rasmussen | Alberto Contador | Yaroslav Popovych    | Caisse d'Épargne  |
| 10.ª etapa              | etapa llana             | Cédric Vasseur                   | Michael Rasmussen     | Tom Boonen        | Michael Rasmussen | Alberto Contador | Patrice Halgand      | CSC               |
| 11.ª etapa              | etapa llana             | Robert Hunter                    | Michael Rasmussen     | Tom Boonen        | Michael Rasmussen | Alberto Contador | Benoît Vaugrenard    | CSC               |
| 12.ª etapa              | etapa de media montaña  | Tom Boonen                       | Michael Rasmussen     | Tom Boonen        | Michael Rasmussen | Alberto Contador | Amets Txurruka       | CSC               |
| 13.ª etapa              | contrarreloj individual | Alekszandr Vinokurov Cadel Evans | Michael Rasmussen     | Tom Boonen        | Michael Rasmussen | Alberto Contador | no otorgado          | Astana            |
| 14.ª etapa              | etapa de montaña        | Alberto Contador                 | Michael Rasmussen     | Tom Boonen        | Michael Rasmussen | Alberto Contador | Antonio Colom        | Discovery Channel |
| 15.ª etapa              | etapa de montaña        | Kim Kirchen                      | Michael Rasmussen     | Tom Boonen        | Michael Rasmussen | Alberto Contador | Alekszandr Vinokurov | Astana            |
| 16.ª etapa              | etapa de montaña        | Michael Rasmussen                | Michael Rasmussen     | Tom Boonen        | Mauricio Soler    | Alberto Contador | Mauricio Soler       | Discovery Channel |
| 17.ª etapa              | etapa de media montaña  | Daniele Bennati                  | Alberto Contador      | Tom Boonen        | Mauricio Soler    | Alberto Contador | Jens Voigt           | Discovery Channel |
| 18.ª etapa              | etapa llana             | Sandy Casar                      | Alberto Contador      | Tom Boonen        | Mauricio Soler    | Alberto Contador | Sandy Casar          | Discovery Channel |
| 19.ª etapa              | contrarreloj individual | Levi Leipheimer                  | Alberto Contador      | Tom Boonen        | Mauricio Soler    | Alberto Contador | no otorgado          | Discovery Channel |
| 20.ª etapa              | etapa llana             | Daniele Bennati                  | Alberto Contador      | Tom Boonen        | Mauricio Soler    | Alberto Contador | Freddy Bichot        | Discovery Channel |
| Clasificaciones finales | Clasificaciones finales |                                  | Alberto Contador      | Tom Boonen        | Mauricio Soler    | Alberto Contador | Amets Txurruka       | Discovery Channel |

## Dopaje
El Tour de Francia 2007 se ha visto fuertemente afectado por presuntos escándalos sobre dopaje, siendo uno de los más polémicos desde el Tour de Francia de 1998 donde el equipo Festina fue "invitado" a abandonarlo (ver Caso Festina). Entre los presuntos implicados se encuentran el ciclista alemán Patrik Sinkewitz, el ciclista profesional de Kazajistán Alexander Vinokourov, los italianos Cristian Moreni y Alessandro Petacchi y el corredor español Iban Mayo.
Las etapas ganadas por Alexandre Vinokourov le fueron retiradas tras dar positivo por transfusión sanguínea en el control realizado tras su victoria en la contra-reloj de Albi, y fueron dadas por ganadas a los 2º clasificados, Cadel Evans y Kim Kirchen, respectivamente.

### Patrick Sinkewitz
El ciclista alemán Patrik Sinkewitz dio positivo en unos análisis de grandes cantidades de testosterona el 8 de junio de 2007. Sin embargo, compitió en el Tour hasta la etapa 8, donde tropezó con un espectador y tuvo que abandonar el evento. Sinkewitz ha negado la acusación sobre testosterona y ha solicitado una nueva prueba. Por el contrario, la televisión alemana decidió no dar cobertura al Tour del 2007 cuando el resultado del análisis salió a la luz. Tras negarse a un contraanálisis, su equipo T-Mobile lo despidió.

### Alexander Vinokourov
Tras calificarse primero en la contrarreloj individual del 21 de julio, el ciclista fue invitado a abandonar el Tour tras la etapa 15 debido a haber dado positivo en una transfusión ilegal de sangre, habiendo dado positivo tanto en la etapa 13 (la contrarreloj individual) como en la 15. Nada más conocerse el positivo de Alexandre Vinokourov, su equipo, el Astana, se reunió en un gabinete de crisis y tomó la decisión de abandonar el Tour de Francia debido a este caso de dopaje. Ya el año anterior el Liberty Seguros, como se llamaba el equipo antes, no pudo tomar la salida por estar implicado en la 'Operación Puerto'. Además de su decisión de abandonar la ronda francesa, el conjunto kazajo suspendió de empleo y sueldo a su líder Alexandre Vinokourov. Además, Vinokourov solicitó una nueva prueba, pero este contraanálisis dio positivo, lo que hizo que el Astana lo despidiese.

### Cristian Moreni
El ciclista italiano Cristian Moreni dio positivo por elevada cantidad de testosterona tras la etapa 11, donde terminó en la posición 102. Tras haber terminado la etapa 16 fue inmediatamente despedido del Tour por su equipo, el Cofidis. Además, el resto del equipo Cofidis decidió abandonar.

### Levi Leipheimer
En octubre de 2012, la USADA (agencia antidopaje de Estados Unidos) desveló que Leipheimer se había dopado sistemáticamente entre 1999 y 2006. Todos sus resultado en ese periodo fueron anulados. Otra sanción anuló sus resultados de todo el mes de julio de 2007, incluyendo una etapa contrarreloj del Tour de aquel año y su 3ª posición en París.

### Iban Mayo
El corredor vasco del conjunto Saunier Duval-Prodir Iban Mayo dio positivo por EPO en un control sorpresa realizado en la segunda jornada de descanso de la carrera, previa a la etapa reina de los Pirineos. Su equipo, aun a la espera del contraanálisis preceptivo, procedió a aplicar el código ético interno del equipo mediante la suspensión de empleo y sueldo inmediata del ciclista de Yurre.
El análisis efectuado por el laboratorio francés de la muestra A durante el pasado Tour de Francia reveló la presencia de EPO. La muestra B fue enviada al laboratorio de Gante por el cierre del anterior, y en este último la muestra B dio negativo, el mismo resultado que el arrojado por el de Sídney, que también realizó el análisis aunque finalmente la muestra volvió al laboratorio francés en la que volvió a dar positivo.
Por todo ello la Federación española de ciclismo (RFEC) declaró jurídicamente negativo este resultado y optó por archivar el caso, aunque tras varios recursos finalmente fue sancionado. Sin embargo, la UCI recurrió dicha absolución ante el TAS (Tribunal de Arbitraje Deportivo), que el 12 de agosto de 2008 decidió a favor de la UCI, por lo que Iban Mayo es oficialmente condenado por dopaje para dos años, considerando a su vez que el ciclista empezó dicha sanción el 31 de julio de 2007, de manera que la sanción terminaría el 31 de julio de 2009. Esta decisión era definitiva, y no podían presentarse más recursos.
A pesar de estar condenado por dopaje al dar positivo por EPO en este mismo Tour, su nombre permanece en las clasificaciones oficiales de esa edición de la ronda gala, figurando como 16.º en la clasificación general final, ya que la sanción fue efectiva a partir del 31 de julio de 2007, 2 días después de la finalización del Tour de ese año.
En cualquier caso el corredor no ha retomado su actividad profesional tras finalizar la sanción. Según declaraciones del propio Mayo, decidió retirarse desencantado del ciclismo profesional tras fallar el TAS en su contra en agosto de 2008.

### Alessandro Petacchi
El italiano Alessandro Petacchi dio positivo por salbutamol el 23 de mayo en el Giro de Italia de 2007. Debido a ello, Petacchi, que sufre de asma, fue suspendido por su equipo Milram y forzado a no competir en el Tour de Francia. Posteriormente se informó de que en su caso podría ser legal debido a que Petacchi posee un certificado médico válido debido a su asma. Sin embargo finalmente fue sancionado con 1 año.

### Michael Rasmussen
Michael Rasmussen fue obligado a abandonar antes del inicio de la 17.ª etapa cuando iba de líder, y como claro favorito para la victoria final ya que aventajaba en 3 min 10 s a Alberto Contador -segundo- y en 5 min 03 s a Cadel Evans -tercero-, debido a mentiras para justificar ausencias a controles antidopaje. Posteriormente admitió haberse dopado durante 12 años.

## Estadísticas sobre los ciclistas
- España fue el país que tuvo más ciclistas con 41. Francia tuvo 36.
- 26 países tuvieron representación.
- Euskaltel-Euskadi fue el único equipo en donde todos sus corredores son del mismo país.
- Hubo 6 campeones nacionales: Dean, Hincapie, Iglinsky, Moreau, Valjavec y Wegmann.
- Hubo 7 campeones nacionales de contrarreloj: Cancellara, Clement, B. Grabsch, Gusev, Gutiérrez, Vaugrenard, y Zabriskie.
- Sólo un participante ganó anteriormente algún Tour previo: Pereiro (la victoria de 2006 fue reconocida posteriormente).
- 3 ciclistas ganaron una de las otras dos grandes pruebas: Savoldelli (Giro 2002&2005), Menchov (Vuelta 2005) y Vinokourov (Vuelta 2006).
- 3 ciclistas ganaron la clasificación por puntos en anteriores Tours: Zabel (1996-2001), McEwen (2002, 2004, 2006) y Hushovd (2005).
- 2 ciclistas ganaron en Tours previos la clasificación de montaña: Rinero (1998) y Rasmussen (2005-06).
- 4 corredores consiguieron ganar en Tours previos la clasificación del mejor joven (menores de 25 años): Salmon (1999), Menchov (2003), Karpets (2004) y Popovych (2005).
- 36 ciclistas consiguieron alguna victoria en anteriores Tours: Boogerd, Boonen, Calzati, Cancellara, Cárdenas, Fedrigo, Flecha, Freire, García Acosta, Halgand, Hincapie, Hushovd, Ivanov, Mayo, McEwen, Menchov, Mercado, Millar, Moreau, O'Grady, Pereiro, Popovych, Pozzato, Rasmussen, Sastre, Savoldelli, Schleck, Tosatto, Valverde, Vasseur, Verbrugghe, Vinokourov, Voigt, Weening, Zabel y Zabriskie.
- Ciclistas que ganaron su primera etapa en la edición del 2007: Bennati, Casar, Contador, Gerdemann, Hunter, Leipheimer, Soler y Steegmans.
- 4 ciclistas vistieron el maillot amarillo en este Tour: Fabian Cancellara, Linus Gerdemann, Michael Rasmussen y Alberto Contador.
- Ciclistas que han llevado el maillot amarillo por primera vez en el 2007: Contador, Gerdemann y Rasmussen.
- 21 ciclistas terminaron el Giro de Italia 2007 antes de la edición del Tour 2007: Aerts, Arroyo, Arvesen, Bruseghin, Cañada, Cioni, Cortinovis, Dean, Förster, Jegou, Knees, Krauss, Lancaster, Mayo, Merckx, Parra, Rasmussen, Savoldelli, Tosatto, Vila y Zabriskie.
- 10 ciclistas participaron en el Giro pero abandonaron en este Tour: Cancellara, Halgand, Hincapie, Hushovd, McEwen, Napolitano, Ongarato, Popovych, Voeckler y Wegelius.
- Ganador español más joven, con 24 años: Contador.